# Charles-Emmanuel de Gorrevod
Pour les articles homonymes, voir Charles-Emmanuel de Gorrevod (duc) et Gorrevod (homonymie).
Charles-Emmanuel de Gorrevod est un religieux franc-comtois, fils de Charles-Emmanuel de Gorrevod (1569-1625), duc de Pont-de-Vaux, et d'Isabelle de Bourgogne-Fallais (1600-1650). Il succède à Claude d'Achey comme archevêque de Besançon et comme abbé de Baume-les-Messieurs en 1654 jusqu'à sa mort en 1659.

## Parenté
Son père, Charles-Emmanuel de Gorrevod, fils unique de Laurent de Gorrevod et de Peronne de la Baume, fut grand chambellan de l'archiduc Albert ; il mourut à Marnay, le 4 novembre 1625, laissant de son mariage avec Isabelle de Bourgogne, outre Charles- Emmanuel, Philippe-Eugène de Gorrevod. Philippe-Eugène réunit aux biens qu'il tenait de son père, ceux qu'il recueillit dans la succession de son frère, et mourut sans postérité en 1686. 